# Gare de l'avenue Foch
La gare de l'avenue Foch est une gare ferroviaire française située dans le 16e arrondissement de Paris. Située à l'origine sur la ligne de Pont-Cardinet à Auteuil – Boulogne, elle a été intégrée à la ligne C du réseau express régional d'Île-de-France en 1988.

## Situation ferroviaire
Cette gare est située au point kilométrique 5,320 de la ligne d'Ermont - Eaubonne à Champ-de-Mars (VMI). Son altitude est de 40 m.

## Histoire

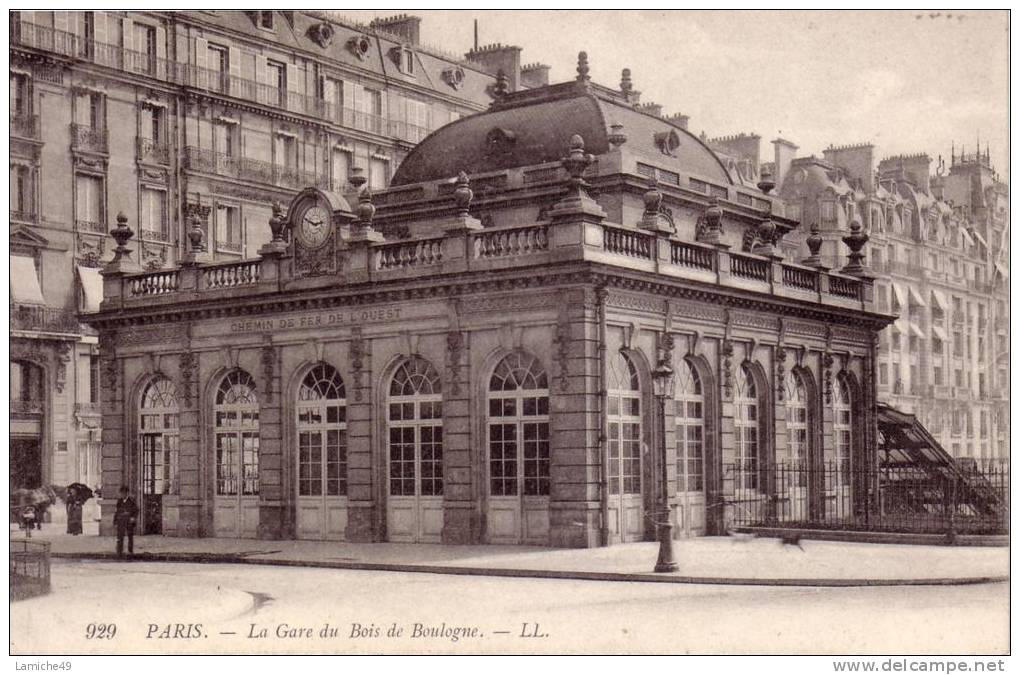
Photographie ancienne de la gare.

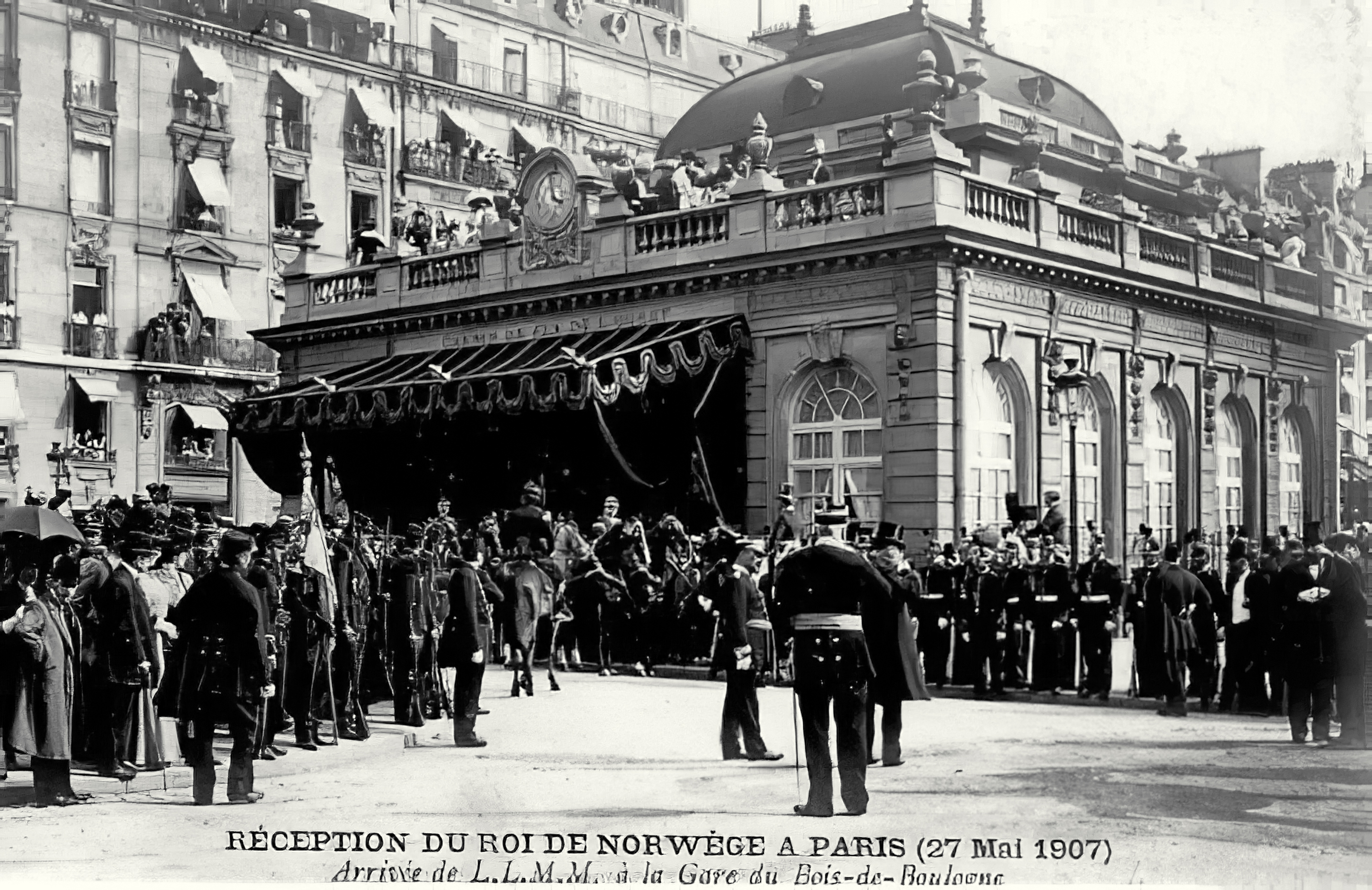
Visite du roi de Norvège Haakon VII en 1907.

La gare, sous le nom de Avenue du bois de Boulogne, est ouverte au public en 1854 sur la ligne des Batignolles à Auteuil, dite « ligne d'Auteuil », qui est mise en service par la Compagnie des chemins de fer de l'Ouest. En 1867, elle est intégrée à la ligne de Petite Ceinture. Elle est reconstruite pour l'Exposition universelle de 1900 dans un style monumental par l'architecte Juste Lisch. À cette occasion, elle passe à quatre voies pour séparer les trafics entre les trains de la Petite Ceinture et ceux rejoignant la gare des Invalides via le raccordement de Boulainvilliers. 
La nouvelle gare est utilisée pour accueillir des souverains ou chefs d'État étrangers, tels le roi du Royaume-Uni Édouard VII le 1er mai 1903, le roi Victor-Emmanuel III d'Italie le 14 octobre 1903, le roi Alphonse XIII d'Espagne en mai 1905, le roi Charles Ier du Portugal le 23 novembre 1905, l'empereur du Vietnam Khải Định le 24 juin 1922, le roi Fouad Ier d'Égypte le 20 octobre 1927 ou encore le roi du Royaume-Uni George VI le 19 juillet 1938.
L'avenue du Bois-de-Boulogne est renommée avenue Foch en 1929 ; la gare change alors de dénomination.
En juillet 1934, les services cessent sur la Petite Ceinture. Une des quatre voies est déposée, mais une troisième voie, dite « voie des souverains », est maintenue et accueille sporadiquement les trains de chefs d'État en visite officielle à Paris. La dernière visite est celle du maréchal Tito en mai 1956. Par la suite, le quai inutilisé est laissé à l'abandon.
En 1988, la gare rejoint la ligne d'Ermont - Eaubonne à Champ-de-Mars, intégrée au RER C. Dans le cadre de ce projet, elle subit une transformation qui implique la couverture des voies par une dalle en béton. Seul un quai et deux voies sont conservés, l'espace restant étant utilisé pour installer un transformateur électrique. Le bâtiment voyageur datant de 1900 est entièrement restauré.
En 2022, selon les estimations de la SNCF, la fréquentation annuelle de la gare est de 1 015 827 voyageurs, comme en 2015 et 2014. C'est la deuxième gare la moins fréquentée de Paris intramuros, juste devant celle de l'avenue Henri-Martin située à proximité.

## Service des voyageurs

### Accueil
La gare dispose d'un bâtiment voyageurs avec un guichet ouvert tous les jours. Elle possède des aménagements pour les personnes à mobilité réduite (avec un accès à la gare via des ascenseurs), est équipée de distributeurs automatiques de titres de transport (Transilien, Navigo et Grandes lignes), et bénéficie du « système d'information sur la circulation des trains en temps réel ».
Elle a deux accès, dont le principal est situé au nord des quais, au niveau de la place du Maréchal-de-Lattre-de-Tassigny et de l'avenue Foch ; l'accès secondaire est, quant à lui, situé au sud des quais, au niveau de la rue de Longchamp.

### Desserte
Elle est desservie par les trains de la ligne C du RER parcourant la branche C1.

### Correspondances
La gare est en correspondance, par la voie publique, avec la station de métro Porte Dauphine, terminus occidental de la ligne 2. La station de métro se situe à 170 mètres de la gare RER. Depuis le 5 avril 2024, la gare est également en correspondance avec la ligne de tramway T3b, prolongée depuis la porte d'Asnières, dont elle est alors le terminus occidental,. Elle est par ailleurs desservie par la ligne PC du réseau de bus RATP.